# Primera divisió espanyola de futbol 1943-1944
Resum de l'activitat de la temporada 1943-1944 de la Primera divisió espanyola de futbol.

## Equips participants
| Club                | Ciutat               | Estadi        |
| ------------------- | -------------------- | ------------- |
| Atlético Aviación   | Madrid               | Metropolitano |
| Atlético Bilbao     | Bilbao               | San Mamés     |
| FC Barcelona        | Barcelona            | Les Corts     |
| CE Castelló         | Castelló de la Plana | El Sequiol    |
| Celta de Vigo       | Vigo                 | Balaídos      |
| Deportivo La Coruña | La Corunya           | Riazor        |
| RCD Espanyol        | Barcelona            | Sarrià        |
| Granada CF          | Granada              | Los Cármenes  |
| Reial Oviedo        | Oviedo               | Buenavista    |
| Reial Madrid        | Madrid               | Chamartín     |
| Reial Societat      | Sant Sebastià        | Atocha        |
| CE Sabadell         | Sabadell             | Creu Alta     |
| Sevilla FC          | Sevilla              | Nervión       |
| València            | València             | Mestalla      |

## Classificació general
| Pos | Equip                   | PJ | PG | PE | PP | GF | GC | DG  | Pts | Classificació o descens |
| --- | ----------------------- | -- | -- | -- | -- | -- | -- | --- | --- | ----------------------- |
| 1   | València (C)            | 26 | 18 | 4  | 4  | 73 | 32 | +41 | 40  | Campió                  |
| 2   | Atlético Aviación       | 26 | 15 | 4  | 7  | 66 | 49 | +17 | 34  |                         |
| 3   | Sevilla FC              | 26 | 12 | 8  | 6  | 60 | 46 | +14 | 32  |                         |
| 4   | Reial Oviedo            | 26 | 12 | 5  | 9  | 71 | 47 | +24 | 29  |                         |
| 5   | CE Castelló             | 26 | 13 | 3  | 10 | 42 | 36 | +6  | 29  |                         |
| 6   | FC Barcelona            | 26 | 10 | 8  | 8  | 59 | 46 | +13 | 28  |                         |
| 7   | Reial Madrid            | 26 | 11 | 6  | 9  | 48 | 38 | +10 | 28  |                         |
| 8   | Granada CF              | 26 | 9  | 8  | 9  | 41 | 46 | −5  | 26  |                         |
| 9   | CE Sabadell             | 26 | 11 | 3  | 12 | 53 | 60 | −7  | 25  |                         |
| 10  | Atlético Bilbao         | 26 | 10 | 5  | 11 | 47 | 51 | −4  | 25  |                         |
| 11  | RCD Espanyol (O)        | 26 | 9  | 5  | 12 | 42 | 50 | −8  | 23  | Promoció                |
| 12  | Deportivo La Coruña (O) | 26 | 6  | 7  | 13 | 35 | 64 | −29 | 19  | Promoció                |
| 13  | Reial Societat (R)      | 26 | 5  | 7  | 14 | 34 | 54 | −20 | 17  | Descens                 |
| 14  | Celta de Vigo (R)       | 26 | 2  | 5  | 19 | 23 | 75 | −52 | 9   | Descens                 |

## Resultats
| Casa \ Fora         | ATB | AAV | BAR | CAS | CEL | DEP | ESP | GRA | RMA | OVI | RSO | SAB | SEV | VAL |
| ------------------- | --- | --- | --- | --- | --- | --- | --- | --- | --- | --- | --- | --- | --- | --- |
| Atlético Bilbao     | —   | 0–0 | 2–1 | 2–3 | 5–1 | 3–1 | 1–1 | 2–2 | 1–2 | 2–1 | 3–0 | 4–3 | 0–1 | 2–1 |
| Atlético Aviación   | 2–1 | —   | 2–1 | 2–0 | 7–0 | 4–2 | 3–1 | 0–0 | 3–1 | 1–2 | 6–2 | 4–3 | 2–2 | 4–2 |
| FC Barcelona        | 3–3 | 4–5 | —   | 1–0 | 3–0 | 3–3 | 1–3 | 7–2 | 1–2 | 3–1 | 2–0 | 5–0 | 1–1 | 1–1 |
| CE Castelló         | 5–0 | 3–2 | 3–0 | —   | 2–0 | 2–1 | 2–1 | 0–2 | 2–1 | 2–0 | 3–0 | 4–0 | 1–2 | 1–1 |
| Celta de Vigo       | 3–2 | 1–2 | 2–2 | 2–2 | —   | 0–0 | 0–1 | 0–1 | 1–0 | 0–5 | 0–2 | 0–3 | 1–5 | 1–2 |
| Deportivo La Coruña | 1–0 | 2–4 | 1–4 | 3–2 | 3–2 | —   | 3–1 | 2–2 | 2–2 | 1–0 | 0–0 | 0–4 | 0–3 | 0–2 |
| RCD Espanyol        | 4–0 | 1–2 | 1–3 | 0–1 | 1–1 | 7–0 | —   | 2–0 | 1–1 | 2–0 | 2–2 | 5–1 | 3–2 | 0–3 |
| Granada CF          | 0–0 | 2–3 | 2–0 | 1–1 | 5–2 | 2–2 | 4–0 | —   | 2–2 | 5–2 | 1–0 | 2–1 | 2–1 | 1–3 |
| Reial Madrid        | 1–3 | 3–2 | 0–1 | 3–0 | 3–0 | 3–0 | 3–1 | 2–2 | —   | 2–1 | 4–1 | 4–1 | 3–5 | 1–1 |
| Reial Oviedo        | 1–2 | 4–1 | 3–3 | 3–0 | 5–1 | 4–2 | 6–1 | 2–0 | 2–0 | —   | 3–3 | 9–2 | 5–1 | 2–1 |
| Reial Societat      | 1–4 | 2–0 | 1–1 | 2–3 | 1–1 | 2–3 | 6–1 | 3–0 | 2–1 | 2–2 | —   | 0–1 | 0–0 | 2–4 |
| CE Sabadell         | 5–1 | 4–1 | 3–2 | 1–0 | 4–0 | 3–1 | 0–0 | 2–0 | 1–3 | 3–3 | 2–0 | —   | 1–1 | 2–4 |
| Sevilla FC          | 3–0 | 4–2 | 2–2 | 4–0 | 4–3 | 2–2 | 1–2 | 4–1 | 1–1 | 2–2 | 4–0 | 5–2 | —   | 0–2 |
| València            | 5–4 | 2–2 | 3–4 | 2–0 | 5–1 | 3–0 | 4–0 | 3–0 | 1–0 | 5–3 | 3–0 | 2–1 | 8–0 | —   |

### Promoció
| RCD Espanyol | 7–1     | CD Alcoià |
| ------------ | ------- | --------- |
|              | article |           |

 Les Corts, (Barcelona)        
| Deportivo de La Coruña | 4–0     | CD Constància |
| ---------------------- | ------- | ------------- |
|                        | article |               |

 Estadi de Chamartín, (Madrid)        

### Resultats finals
- Campió: València CF.
- Descensos: Reial Societat i Celta de Vigo.
- Ascensos: Sporting de Gijón i Real Múrcia.
- Màxim golejador:  Mundo (València CF).
- Porter menys golejat:  Eizaguirre (València CF).

## Màxims golejadors
| Posició | Jugador            | Equip        | Gols |
| ------- | ------------------ | ------------ | ---- |
| 1r      | Mundo              | València CF  | 27   |
| 2n      | Esteban Echevarría | Reial Oviedo | 25   |
| 3r      | Marià Martín       | FC Barcelona | 24   |
| 4t      | Juan del Pino      | CE Sabadell  | 21   |
| 5è      | Sabino Barinaga    | Reial Madrid | 20   |
| 6è      | Basilio            | CE Castelló  | 18   |

## Porter menys golejat
| Posició | Jugador            | Equip        | Gols | Partits | Mitjana |
| ------- | ------------------ | ------------ | ---- | ------- | ------- |
| 1r      | Ignacio Eizaguirre | València CF  | 32   | 26      | 1,23    |
| 2n      | Antonio Pérez      | CE Castelló  | 31   | 24      | 1,29    |
| ·       | José Bañón         | Reial Madrid | 31   | 24      | 1,29    |
| 4t      | Fernando Llorente  | Reial Oviedo | 35   | 21      | 1,67    |
| 5è      | José María Busto   | Sevilla FC   | 42   | 24      | 1,75    |